# Station Lymington Pier
Lymington Pier is een spoorwegstation van National Rail in Lymington, New Forest in Engeland. Het station is eigendom van Network Rail en wordt beheerd door South Western Railway. 